# Keirin masculin aux Jeux olympiques d'été de 2024
Cet article traite de l'épreuve masculine. Pour la compétition féminine, voir Keirin féminin aux Jeux olympiques d'été de 2024.
Navigation
Tokyo 2020 Los Angeles 2028
Le keirin masculin, épreuve de cyclisme sur piste aux Jeux olympiques d'été de 2024, a lieu les 10 et 11 août 2024 sur le Vélodrome national de Saint-Quentin-en-Yvelines.

## Médaillés
| Or                     | Argent                   | Bronze                 |
| Harrie Lavreysen (NED) | Matthew Richardson (AUS) | Matthew Glaetzer (AUS) |

## Site de la compétition

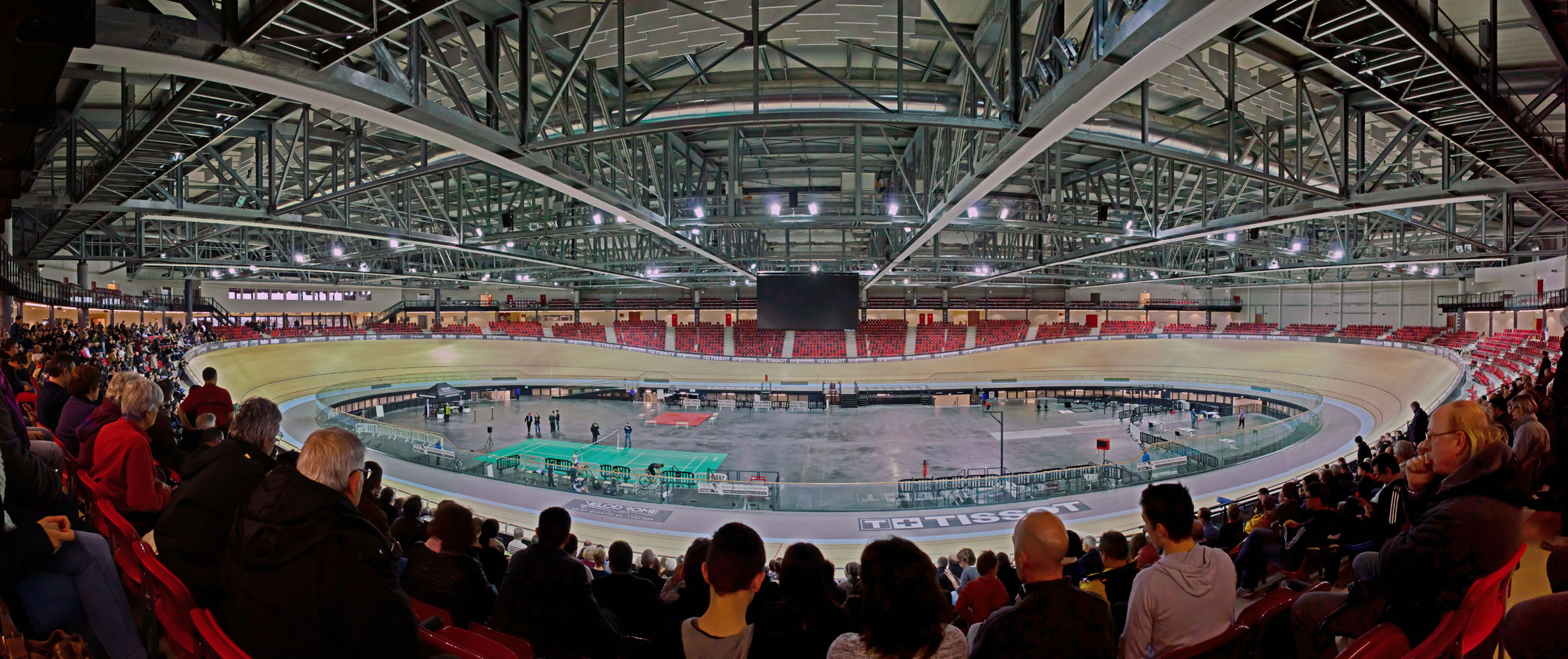
Vélodrome national en 2014.

Les épreuves de cyclisme sur piste ont lieu sur le Vélodrome national de Saint-Quentin-en-Yvelines. Contrairement à ce que son nom laisse supposer, il est situé sur la commune de Montigny-le-Bretonneux à l'ouest de Paris, à 36 km du village olympique. Il a été construit en 2011 et a une capacité de 5 000 spectateurs.

## Programme
| Date             | Horaire  | Manche           |
| ---------------- | -------- | ---------------- |
| Samedi 10 août   | 17 h 00  | Premier tour     |
| Samedi 10 août   | à suivre | Repêchages       |
| Dimanche 11 août | 11 h 00  | Quarts de finale |
| Dimanche 11 août | à suivre | Demi-finale      |
| Dimanche 11 août | à suivre | Finale           |

## Format de compétition
Les courses de keirin impliquent jusqu'à 6 cyclistes chacune. Ils suivent une moto pendant 3 tours (750 m) au cours desquels elle augmente progressivement sa vitesse de 30 à 50 km/h avant de se retirer. Les athlètes ont alors 3 tours pour se départager. 
Le compétition oppose 30 cyclistes sur plusieurs tours : 
- lors du premier tour, 5 séries sont disputées où 6 athlètes sont alignés. Les 2 premiers se qualifient pour les quarts de finale et tous les autres vont en repêchages.
- en repêchages, 4 séries avec 5 pistards sont disputées. Les 2 meilleurs de chaque série rejoignent les quarts de finale.
- en quarts de finale, les 4 premiers de chacune des 3 séries se qualifient pour les demi-finales.
- en demi-finale, les 3 premiers se qualifient pour la finale, les autres vont en petite finale.

## Résultats détaillés

### Premier tour
Les deux premiers de chaque série se qualifient pour les quarts de finale (Q). Les autres, vont en repêchages (R).
| Rang | Cycliste          | Nation    | Écart     | Notes |
| ---- | ----------------- | --------- | --------- | ----- |
| 1    | Matthew Glaetzer  | Australie |           | Q     |
| 2    | Jeffrey Hoogland  | Pays-Bas  | + 0 s 011 | Q     |
| 3    | Kaiya Ota         | Japon     | + 0 s 031 | R     |
| 4    | Jair Tjon En Fa   | Suriname  | + 0 s 263 | R     |
| 5    | Rayan Helal       | France    | + 0 s 942 | R     |
| 6    | Azizulhasni Awang | Malaisie  | DSQ       |       |

| Rang | Cycliste            | Nation          | Écart     | Notes |
| ---- | ------------------- | --------------- | --------- | ----- |
| 1    | Harrie Lavreysen    | Pays-Bas        |           | Q     |
| 2    | Jack Carlin         | Grande-Bretagne | + 0 s 361 | Q     |
| 3    | Sébastien Vigier    | France          | + 0 s 535 | R     |
| 4    | Zhou Yu             | Chine           | + 0 s 819 | R     |
| 5    | Andrey Chugay       | Kazakhstan      | + 1 s 166 | R     |
| 6    | Maximilian Dörnbach | Allemagne       | + 1 s 191 | R     |

| Rang | Cycliste           | Nation          | Écart     | Notes |
| ---- | ------------------ | --------------- | --------- | ----- |
| 1    | Matthew Richardson | Australie       |           | Q     |
| 2    | Shinji Nakano      | Japon           | + 0 s 119 | Q     |
| 3    | Liu Qi             | Chine           | + 0 s 157 | R     |
| 4    | Hamish Turnbull    | Grande-Bretagne | + 0 s 353 | R     |
| 5    | James Hedgcock     | Canada          | + 0 s 400 | R     |
| 6    | Jean Spies         | Afrique du Sud  | + 1 s 506 | R     |

| Rang | Cycliste          | Nation            | Écart     | Notes |
| ---- | ----------------- | ----------------- | --------- | ----- |
| 1    | Mikhail Iakovlev  | Israël            |           | Q     |
| 2    | Kevin Quintero    | Colombie          | + 0 s 330 | Q     |
| 3    | Kwesi Browne      | Trinité-et-Tobago | + 0 s 427 | R     |
| 4    | Jai Angsuthasawit | Thaïlande         | + 0 s 510 | R     |
| 5    | Nick Wammes       | Canada            | + 0 s 618 | R     |
| 6    | Luca Spiegel      | Allemagne         | + 0 s 767 | R     |

| Rang | Cycliste                     | Nation            | Écart     | Notes |
| ---- | ---------------------------- | ----------------- | --------- | ----- |
| 1    | Nicholas Paul                | Trinité-et-Tobago |           | Q     |
| 2    | Mateusz Rudyk                | Pologne           | + 0 s 023 | Q     |
| 3    | Muhammad Shah Firdaus Sahrom | Malaisie          | + 0 s 035 | R     |
| 4    | Cristian Ortega              | Colombie          | + 0 s 449 | R     |
| 5    | Sam Dakin                    | Nouvelle-Zélande  | + 0 s 510 | R     |
| 6    | Vasilijus Lendel             | Lituanie          | + 3 s 197 | R     |

### Repêchages
Les 2 premiers de chaque série se qualifient pour les quarts de finale (Q). Les autres sont éliminés.
| Rang | Cycliste            | Nation           | Écart     | Notes |
| ---- | ------------------- | ---------------- | --------- | ----- |
| 1    | Kaiya Ota           | Japon            |           | Q     |
| 2    | Sam Dakin           | Nouvelle-Zélande | + 0 s 143 | Q     |
| 3    | Jai Angsuthasawit   | Thaïlande        | + 0 s 188 |       |
| 4    | Maximilian Dörnbach | Allemagne        | + 0 s 194 |       |
| 5    | Jean Spies          | Afrique du Sud   | + 0 s 249 |       |

| Rang | Cycliste         | Nation          | Écart     | Notes |
| ---- | ---------------- | --------------- | --------- | ----- |
| 1    | Hamish Turnbull  | Grande-Bretagne |           | Q     |
| 2    | Luca Spiegel     | Allemagne       | + 0 s 069 | Q     |
| 4    | Sébastien Vigier | France          | + 0 s 120 |       |
| 4    | Vasilijus Lendel | Lituanie        | + 0 s 146 |       |
| 5    | Zhou Yu          | Chine           | REL       |       |

| Rang | Cycliste                     | Nation   | Écart     | Notes |
| ---- | ---------------------------- | -------- | --------- | ----- |
| 1    | Muhammad Shah Firdaus Sahrom | Malaisie |           | Q     |
| 2    | Nick Wammes                  | Canada   | + 0 s 014 | Q     |
| 3    | Liu Qi                       | Chine    | + 0 s 121 |       |
| 4    | Jair Tjon En Fa              | Suriname | + 0 s 144 |       |
| 5    | Rayan Helal                  | France   | REL       |       |

| Rang | Cycliste        | Nation            | Écart     | Notes |
| ---- | --------------- | ----------------- | --------- | ----- |
| 1    | James Hedgcock  | Canada            |           | Q     |
| 2    | Cristian Ortega | Colombie          | + 0 s 053 | Q     |
| 3    | Andrey Chugay   | Kazakhstan        | + 0 s 090 |       |
| 4    | Kwesi Browne    | Trinité-et-Tobago | DNF       |       |

### Quarts de finale
Les 4 premiers de chaque quart de finale se qualifient pour les demi-finales (DF). Les autres sont éliminés.
| Rang | Cycliste                     | Nation          | Écart     | Notes |
| ---- | ---------------------------- | --------------- | --------- | ----- |
| 1    | Jack Carlin                  | Grande-Bretagne |           | DF    |
| 2    | Matthew Glaetzer             | Australie       | + 0 s 006 | DF    |
| 3    | Muhammad Shah Firdaus Sahrom | Malaisie        | + 0 s 051 | DF    |
| 4    | Kaiya Ota                    | Japon           | + 0 s 059 | DF    |
| 5    | Mikhail Iakovlev             | Israël          | + 0 s 215 |       |
| 6    | James Hedgcock               | Canada          | + 0 s 310 |       |

| Rang | Cycliste         | Nation            | Écart     | Notes |
| ---- | ---------------- | ----------------- | --------- | ----- |
| 1    | Harrie Lavreysen | Pays-Bas          |           | DF    |
| 2    | Hamish Turnbull  | Grande-Bretagne   | + 0 s 089 | DF    |
| 3    | Cristian Ortega  | Colombie          | + 0 s 138 | DF    |
| 4    | Shinji Nakano    | Japon             | + 0 s 261 | DF    |
| 5    | Nicholas Paul    | Trinité-et-Tobago | + 0 s 582 |       |
| 6    | Nick Wammes      | Canada            | + 1 s 035 |       |

| Rang | Cycliste           | Nation           | Écart     | Notes |
| ---- | ------------------ | ---------------- | --------- | ----- |
| 1    | Matthew Richardson | Australie        |           | DF    |
| 2    | Sam Dakin          | Nouvelle-Zélande | + 0 s 346 | DF    |
| 3    | Mateusz Rudyk      | Pologne          | + 0 s 444 | DF    |
| 4    | Luca Spiegel       | Allemagne        | + 0 s 491 | DF    |
| 5    | Jeffrey Hoogland   | Pays-Bas         | + 0 s 514 |       |
| 6    | Kevin Quintero     | Colombie         | + 0 s 554 |       |

### Demi-finales
Les 3 premiers de chaque demi-finale se qualifient pour la finale (F). Les autres vont en petite finale (PF).
| Rang | Cycliste         | Nation           | Écart     | Notes |
| ---- | ---------------- | ---------------- | --------- | ----- |
| 1    | Jack Carlin      | Grande-Bretagne  |           | F     |
| 2    | Matthew Glaetzer | Australie        | + 0 s 345 | F     |
| 3    | Shinji Nakano    | Japon            | + 0 s 364 | F     |
| 4    | Cristian Ortega  | Colombie         | + 0 s 470 | PF    |
| 5    | Sam Dakin        | Nouvelle-Zélande | + 0 s 644 | PF    |
| 6    | Mateusz Rudyk    | Pologne          | + 2 s 528 | PF    |

| Rang | Cycliste                     | Nation          | Écart     | Notes |
| ---- | ---------------------------- | --------------- | --------- | ----- |
| 1    | Matthew Richardson           | Australie       |           | F     |
| 2    | Harrie Lavreysen             | Pays-Bas        | + 0 s 234 | F     |
| 3    | Muhammad Shah Firdaus Sahrom | Malaisie        | + 0 s 295 | F     |
| 4    | Kaiya Ota                    | Japon           | REL       | PF    |
| -    | Hamish Turnbull              | Grande-Bretagne | DNF       | PF    |
| -    | Luca Spiegel                 | Allemagne       | DNF       | PF    |

### Finales
Les places de 1 à 6, donc les médailles d'or, d'argent et de bronze, sont disputées lors de la finale. Les places 7 à 12 sont disputées lors de la petite finale ou finale de classement.
| Rang                                | Cycliste                     | Nation          | Écart     |
| ----------------------------------- | ---------------------------- | --------------- | --------- |
| Médaille d'or, Jeux olympiques      | Harrie Lavreysen             | Pays-Bas        |           |
| Médaille d'argent, Jeux olympiques  | Matthew Richardson           | Australie       | + 0 s 056 |
| Médaille de bronze, Jeux olympiques | Matthew Glaetzer             | Australie       | + 0 s 881 |
| 4                                   | Jack Carlin                  | Grande-Bretagne | DNF       |
| 4                                   | Shinji Nakano                | Japon           | DNF       |
| 6                                   | Muhammad Shah Firdaus Sahrom | Malaisie        | REL       |

| Rang | Cycliste        | Nation           | Écart     |
| ---- | --------------- | ---------------- | --------- |
| 7    | Cristian Ortega | Colombie         |           |
| 8    | Sam Dakin       | Nouvelle-Zélande | + 0 s 015 |
| 9    | Luca Spiegel    | Allemagne]       | + 0 s 147 |
| 10   | Mateusz Rudyk   | Pologne          | + 0 s 248 |
| 11   | Hamish Turnbull | Grande-Bretagne  | DNS       |